# St. Anianus (Alb)

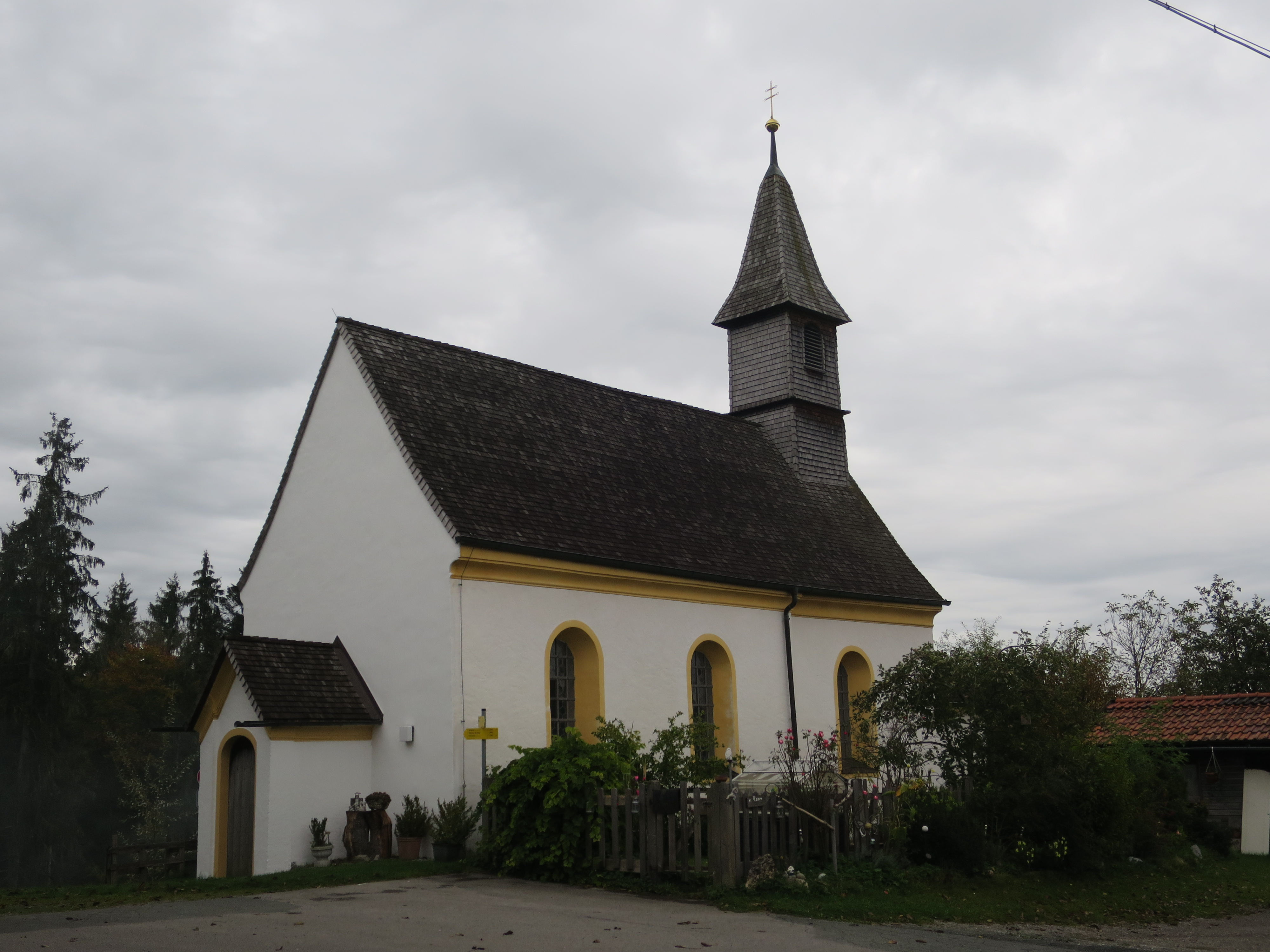
St. Anianus in Alb

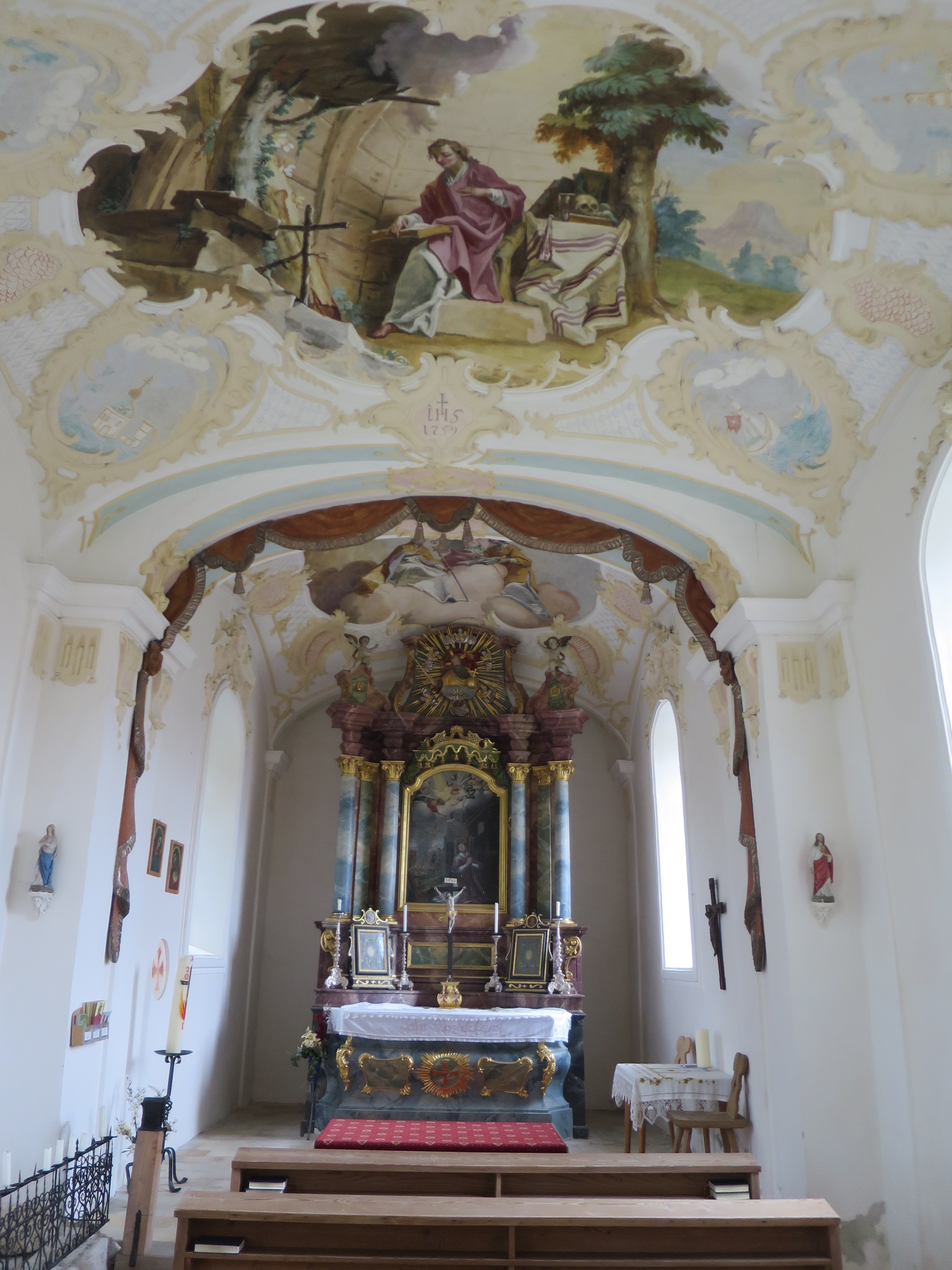
Hochaltar

Die römisch-katholische Filial- und Wallfahrtskirche St. Anianus steht in Alb, einem Gemeindeteil von Irschenberg im oberbayerischen Landkreis Miesbach. Das Bauwerk ist in der Liste der Baudenkmäler in Irschenberg unter der Nr. D-1-82-123-5 eingetragen. Die Kirche gehört zum Dekanat Miesbach im Erzbistum München und Freising.

## Beschreibung
Die gotische Saalkirche wurde 1759 umgestaltet. Sie besteht aus einem Langhaus mit zwei Jochen, einem leicht eingezogenen, quadratischen Chor mit einem Joch und einem querrechteckigen Anbau, der bei der Umgestaltung die ursprüngliche halbrunde Apsis im Osten ersetzte. Im Osten des Satteldaches des Chors erhebt sich ein quadratischer, mit Schindeln verkleideter Dachreiter, der den Glockenstuhl beherbergt und mit einem spitzen Helm bedeckt ist. 
Die Innenräume sind mit Kreuzgewölben überspannt, die auf Pilastern aufsitzen. Die Fresken an den Decken hat Martin Heigl gestaltet. Der Hochaltar wurde um 1725 aufgestellt. Auf seinem Altarretabel ist der heilige Anianus dargestellt.